# Dufferin Roblin
Dufferin („Duff“) Roblin, PC, CC, OM (* 17. Juni 1917 in Winnipeg, Manitoba; † 30. Mai 2010 in Victoria, British Columbia) war ein kanadischer Politiker. Ab 1950 war er Abgeordneter der Legislativversammlung von Manitoba. 1954 wurde er zum Vorsitzenden der Progressive Conservative Party of Manitoba gewählt und vom 30. Juni 1958 bis zum 27. November 1967 regierte er die Provinz als Premierminister. 1978 wurde er zum Senator ernannt; dieses Amt hatte er bis 1992 inne.

## Biografie

### Jugendjahre
Roblin, ein Enkel des früheren Premierministers von Manitoba Rodmond Roblin, studierte an der University of Manitoba und an der University of Chicago. 1940 trat er in die Royal Canadian Air Force ein und stieg während des Zweiten Weltkriegs zum Wing Commander auf. Als solcher war er Teilnehmer der Operation Overlord am 6. Juni 1944 (D-Day) und diente anschließend beim Feldzug in Europa. 1946 kehrte er nach Kanada zurück.

### Provinzpolitik
Seine politische Laufbahn begann Roblin am 10. November 1949, als er als Kandidat der Progressive Conservative Party (Tories) erstmals zum Abgeordneten der Legislativversammlung von Manitoba gewählt wurde. Dort vertrat er den Wahlkreis von Winnipeg South. Bald gehörte er zu den führenden Tories, die sich gegen die Fortsetzung der Koalition mit der Manitoba Liberal Party aussprachen. Als die Koalition im August 1950 zerbrach, verzichtete er trotz großem Zuspruch darauf, um den Parteivorsitz zu kandidieren. Am 8. Juni 1953 gelang ihm die Wiederwahl als Abgeordneter. Rund ein Jahr später, am 18. Juni 1954, wurde er doch noch zum Vorsitzenden der Progressive Conservative Party gewählt. In der Legislativversammlung war er zugleich offizieller Oppositionsführer.
Bei der Wahl vom 16. Juni 1958 erhielten die Tories die meisten Mandate, verpassten aber die absolute Mehrheit. Roblin, der im neu geschaffenen Wahlkreis Wolseley gewählt worden war, bildete daraufhin am 30. Juni 1958 eine Minderheitsregierung. Diese erhielt die Unterstützung der sozialdemokratischen Co-operative Commonwealth Federation, da die Tories in einigen Bereichen liberalere Positionen vertraten als die Manitoba Liberal Party, die zuvor 26 Jahre lang regiert hatte. Im Mai 1959 konnte die Tories bei einer vorgezogenen Neuwahl die Mehrheit erringen.
Roblins Regierung führte Französisch wieder als Schulfach ein, erhöhte die Sozialausgaben und baute das Straßennetz aus. Sie ersetzte die „Ein-Zimmer-Schulen“ aus der Gründungszeit der Provinz durch moderne Schulgebäude und erweiterte das Angebot der höheren Bildung. Durch die Fusion zahlreicher Gemeinden mit Winnipeg förderte sie die Urbanisierung der Hauptstadt. Um Winnipeg vor den Überflutungen des Red River of the North zu schützen, ließ Roblin den Red River Floodway errichten. Dieser Entlastungskanal erhielt bald den Spitznamen Duff’s Ditch („Duffs Graben“) und bewahrt die Hauptstadtregion seither vor Hochwasserschäden. Unter Roblins Führung gewannen die Tories auch die Wahl im Dezember 1962 und im Juni 1966. In seinem eigenen Wahlkreis hatte er keine nennenswerte Herausforderer.
In seine Amtszeit fiel auch die Errichtung des Systems sowie die Gründung der ersten Provincial Parks in Manitoba. Rund ein Drittel (34 Parks) der heute bestehenden Parks wurden in dieser Zeit gegründet.

### Bundespolitik
Nach neunjähriger Amtszeit trat Roblin am 27. September 1967 vom Amt des Premierministers zurück. Seine Nachfolge trat Walter Weir an. Roblin hatte zwei Wochen zuvor erfolglos für den Vorsitz der Progressiv-konservativen Partei Kanadas kandidiert, entschloss sich aber gleichwohl, in die Bundespolitik zu wechseln. Er trat auch als Abgeordneter der Legislativversammlung zurück, um zur Unterhauswahl vom 25. Juni 1968 anzutreten. Im Wahlkreis Winnipeg South Centre unterlag er als Kandidat der Progressive Conservative Party deutlich dem liberalen Kandidaten Edmund Boyd Osler.
Sechs Jahre später, bei der Unterhauswahl vom 8. Juli 1974, versuchte es Roblin erneut. Doch auch im Wahlkreis Peterborough in der Provinz Ontario hatte er keinen Erfolg und unterlag dem Liberalen Hugh Faulkner. Im März 1978 ernannte ihn der kanadische Premierminister Pierre Trudeau zum Senator. Als solcher führte Roblin von April 1980 bis September 1984 die Oppositionsfraktion im Senat an, danach bis Juni 1986 die Regierungsfraktion. Am 17. Juni 1992, seinem 75. Geburtstag, schied er vorschriftsgemäß aus dem Senat aus.
Für seine Verdienste wurde Roblin zum Companion des Order of Canada ernannt.
In Manitoba wurde einer der Provinzparks, der Duff Roblin Provincial Park (ein „Heritage Park“), nach ihm benannt.